# Башун Олена Володимирівна
Башу́н Оле́на Володи́мирівна (нар. 1958 р.) — український науковець, бібліотекознавець, кандидат педагогічних наук, до 2010 р. перший заступник директора Донецької обласної універсальної наукової бібліотеки, 2010—2014 р. — менеджер тренінгових центрів Міжнародної Ради наукових досліджень і обмінів (International Researsh&Exchanges Board (IREX), програма «Бібліоміст» («Глобальні бібліотеки України» Фонду Білла і Мелінди Гейтс) м. Київ; до липня 2015 р. — випусковий редактор журналу «Бібліотечний форум України»; з грудня 2015 р. — головний редактор журналу «Бібліотечний форум: історія, теорія і практика». Член Донецького відділення НТШ (2002). 

## Біографія
Народилась у м. Лисичанську Луганської області, де закінчила школу. Закінчила Харківський державний інститут культури (нині Харківська державна академія культури). Працювала у Донецькій обласній універсальній науковій бібліотеці близько 30 років. З 2010 року працює в IREX/Україна, програма «Бібліоміст» (м. Київ) менеджером тренінгових центрів.
У 2001 році захистила кандидатську дисертацію у Київському національному університеті культури і мистецтв, де отримала звання кандидата педагогічних наук.
Коло наукових зацікавлень — проблеми маркетингу і фандрейзингу.
Громадський діяч. Створила дві громадські організації — Донецьку обласну спілку «Громадські ініціативи» та «Донецьке обласне відділення Української бібліотечної асоціації». Членство в громадських організаціях: Української бібліотечної асоціації, Донецьке обласне відділення Української бібліотечної асоціації, голова; Асоціація спеціальних бібліотек (SLA, США).
Учасник стажувань завдяки різним грантам у Німеччині (фірма Lange Springer, 1996), Болгарії (фірма Martinus Najhof, 1997), Монголії (Міжнародний фонд "Відродження, 1999), участь у XVI українознавчий конференції в Іллінойському університеті в Урбані Шампейн (Міжнародний фонд «Відродження», 1997), програмі «Громадські зв'язки» (Бюро у справах освіти та культури Посольства США в Україні, 2000), програми «Сучасні проблеми» (IREX, 2003), освітній тур-стажування за темою «Публічні бібліотеки і електронне врядування у Фінляндії» (Міністерство освіти Фінляндії та Гельсінська міська бібліотека, 2004), участь у XXV міжнародній українознавчий конференції та міжнародній конференції бібліотекарів відділів слов'янської літератури в США та Фішер-форумі в Іллінойському університеті в Урбані Шампейн (Центр вивчення Росії, Східної Європи та Євразії Іллінойського університету в Урбані Шампейн, США, 2006), Програми ім Фулбрайта (навчання в університеті Північної Кароліни в Чапел Гілл протягом 7-ми місяців, США, 2009—2010 рр.).
Автор понад 100 публікацій внауковій літературі, журналах та газетах.

## Основні публікації
- 1. Фандрейзинг або мистецтво збирання коштів: наук-метод. реком. бібліотекам / Донец. ОУНБ; Ред. Ю. О. Лебедєва. — Донецьк, 1998. — 103 с., включ. обкл.: іл., табл. — Бібліогр.: С. 99-100 (32 назви).
- 2. Вплив маркетингу і фандрейзингу на трансформацію бібліотек / Донец. від-ня наук. т-ва ім. Шевченка; ДОУНБ.; наук. ред. В. С. Білецький, докт. техн. наук. — Донецьк: УКЦентр, 1999. — 204 с. http://vesna.org.ua/txt/bashuno/vp/index.html [Архівовано 24 квітня 2008 у Wayback Machine.]
- 3. Маркетинг і фандрейзинг в бібліотеках: бібліогр. покажч. / Донец. від-ня Наук. т-ва ім. Шевченка, ДОУНБ. — Донецьк: УКЦентр, 2000. — 58 с. — Текст парал.: укр., рос. — Парал. тит. арк.: рос.
- 4. Трансформація універсальної бібліотеки як культурно-інформаційного центру регіону: автореф дис. на здобуття наук. ступеня канд. пед. наук. / Київ. нац. ун-т культури і мистецтв. — К., 2001. — 18 с. http://www.nbuv.gov.ua/ard/2001/01bovicr.zip
- 5. Бібліотеки США: погляд українського фахівця. — К.: Нора-Друк, 2004. — 56 с.
- 6. Змістовно-мовні потреби читачів Донецької області // Бібл. форум України. — 2006. — № 1. — С. 22-28.
- 7. ЩО ЧИТАЮТЬ І ЩО ДРУКУЮТЬ НА ДОНЕЧЧИНІ? 2005 рік. [Архівовано 14 травня 2012 у Wayback Machine.]
- 8. Основы управления библиотекой высшего учебного заведения: науч.-практ. пособие. — 2-е изд., перераб. и доп. / В. Г. Дригайло, Е. В. Башун, В. Н. Волынец. — М.: Изд-во «Либерея», 2004. — 328 с.
- 9. Бібліографічне забезпечення франкознавства: доповідь на XXV щорічній конференції української проблематики в Урбані-Шампейн // Бібл. форум України. — 2006. — № 4. — С. 34-38.
- 10. Маркетинговий підхід до трансформації універсальної наукової бібліотеки як культурно-інформаційного центру регіону // Вузівські бібліотеки на порозі XXI століття: Впровадження нових технологій: матеріали конференції. м. Київ, 20-23 травня 1998 р. / НТБ НТУУ «КПІ». — К., 1998. — С.30-38. https://web.archive.org/web/20081004030719/http://library.ntu-kpi.kiev.ua/html/arhiv/konf100/bashun.htm

«Вплив маркетингу і фандрейзингу на трансформацію бібліотек» — Лауреат конкурсу «Ділова книга Донбасу-2000» в номінації «Гуманітарні науки»[джерело?].

## Нагороди та відзнаки
- Подяка Наукового Товариства імені Шевченка за вагомий особистий внесок у розвиток Товариства, з нагоди його 150-річчя. 16 грудня 2023 р. Львів.
- Відзнака «За досягнення в розвитку культури і мистецтв» з нагрудним знаком Міністерства культури і туризму України, 2008
- Дипломант обласного конкурсу-рейтингу «Найкращий працівник року. Обличчя культури — 2007»
- Почесна Грамота Української бібліотечної асоціації, 2005
- Почесна Грамота Міністерства культури і мистецтв України, 1996
- Почесна Грамота Донецького управління культури облдержадміністрації, 1997
- Диплом переможця всеукраїнського конкурсу наукових робіт, II місце, 1995
- Пам'ятна медаль "Микита Шаповал" Донецького відділення НТШ, посвідчення від 23 грудня 2023 р. з нагоди 150-річчя НТШ.